# Maria Simonsson
Maria Ingrid Elisabeth Simonsson Thulin, född 10 september 1980 i Ålidhems församling, uppvuxen i Täby, är en svensk skådespelare, utbildad vid Teaterhögskolan i Malmö 2003-2007.

## Biografi
Maria Simonsson har bland annat spelat Jonna i TV-serien Pappas flicka och Susanna, Lasses flickvän, i Skilda världar. Hon medverkade även i TV-serien Bert, där hon spelar en tjej som Bert (Martin Andersson) blir kär i.
Hösten 2008 och våren 2009 var hon med i 1 2 3 Schtunks Ute Ur Leken tillsammans med Josefine Andersson.
Maria Simonsson ingår 2023 i den fasta ensemblen på Örebro teater.

## Filmografi[1]
- 1994 - Bert - Rebecka Molin
- 1995 - Pensionat Oskar - Lotta Runeberg
- 1996 - Anna Holt - polis - Hanna Svensson
- 1997 - Skilda världar - Susanna Pettersson
- 1997-1999 - Pappas flicka - Jonna Borg
- 2005 - Dödssyndaren
- 2005 - Stockholm boogie - Mona
- 2009 - Oskyldigt dömd - kassörska

## Teater

### Roller (ej komplett)
| År   | Roll          | Produktion                                                           | Regi                    | Teater            |
| ---- | ------------- | -------------------------------------------------------------------- | ----------------------- | ----------------- |
| 1997 | Lina Svensson | Svensson, Svensson Tomas Tivemark, Johan Kindblom och Michael Hjorth | Mikael Ekman            | Chinateatern      |
| 2012 | Anki          | Syrror Camilla Blomqvist                                             | Tereza Andersson        | Örebro länsteater |
| 2013 | Bonnie        | Flyktbilen Anders Duus                                               | Isabelle Moreau         | Örebro länsteater |
| 2014 |               | Hamlet William Shakespeare                                           | Dritëro Kasapi          | Örebro länsteater |
| 2014 |               | Lasse-Maja Erik Norberg och Alexander Öberg                          | Alexander Öberg         | Örebro länsteater |
| 2015 |               | Drottningens juvelsmycke Carl Jonas Love Almqvist                    | Sally Palmqvist Procopé | Örebro länsteater |
| 2015 | Medea         | Medeas barn Suzanne Osten och Per Lysander                           | Michael Cocke           | Örebro länsteater |
| 2017 |               | Klassfesten Linus Lindman, Maria Simonsson och Hans Christian Thulin |                         | Örebro länsteater |
| 2022 | Myra Bruhl    | Dödsfällan (Death Trap) Ira Levin                                    | Rikard Lekander         | Örebro länsteater |